# William Tritt
William Tritt (* 27. Dezember 1951 in Pointe-Claire/Québec; † 23. Oktober 1992 in Montreal) war ein kanadischer Konzertpianist.

## Leben
Tritt studierte von 1962 bis 1969 an der École Vincent-d’Indy in Montreal bei Lucille Brassard, Yvonne Hubert und Gilles Manny und setzte seine Ausbildung 1971 bei Yvonne Lefébure und von 1972 bis 1974 bei György Sebök an der Indiana University fort. 1969 war er Semifinalist beim Internationalen Musikwettbewerb der ARD in München. In den Folgejahren gewann er den Interpretenwettbewerb des Montreal Symphony Orchestra (1970), das CBC Talent Festival (1971) und den Wettbewerb International Stepping Stone der Canadian Music Competitions Inc (1971). Ebenfalls 1971 belegte er den dritten Platz bei der Montreal International Music Competition.
Von 1974 bis 1984 war Tritt Artist in Residence an der Dalhousie University und unterrichtete dort auch. Mit dem Geiger  Philippe Djokic und dem Cellisten William Valleau gründete er 1976 das Dalart Trio. Als Mitglied des Da Camera Ensemble of Toronto (mit James Campbell, Moshe Hammer und Tsuyoshi Tsutsumi) tourte er zwischen 1984 und 1990 durch Nordamerika und führte u. a. dort und in London Olivier Messiaens Quatuor pour la fin du temps auf. 
Als Solist trat Tritt u. a. mit dem Montreal Symphony Orchestra, dem Toronto Symphony Orchestra, dem Vancouver Symphony Orchestra, dem Winnipeg Symphony Orchestra, dem Hamilton Philharmonic Orchestra, dem Atlantic Symphony Orchestra, dem Boston Pops Orchestra, dem Chicago Symphony Orchestra, dem Cincinnati Pops Orchestra und dem Houston Symphony Orchestra auf. Er war Gast im Radio- und im Fernsehprogramm der CBC, tourte durch Frankreich und Japan und trat in der Londoner Wigmore Hall auf. Seinen letzten Auftritt hatte er im Juni 1992 beim Scotia Festival of Music in Halifax.
Bekannt wurden Tritts Aufnahmen der Klavierwerke George Gershwins. Daneben nahm er zahlreiche Kompositionen kanadischer Komponisten wie Calixa Lavallée, Alexis Contant, Claude Champagne, Maurice Dela und Jacques Hétu auf.